# فیلم‌شناسی کیانو ریوز

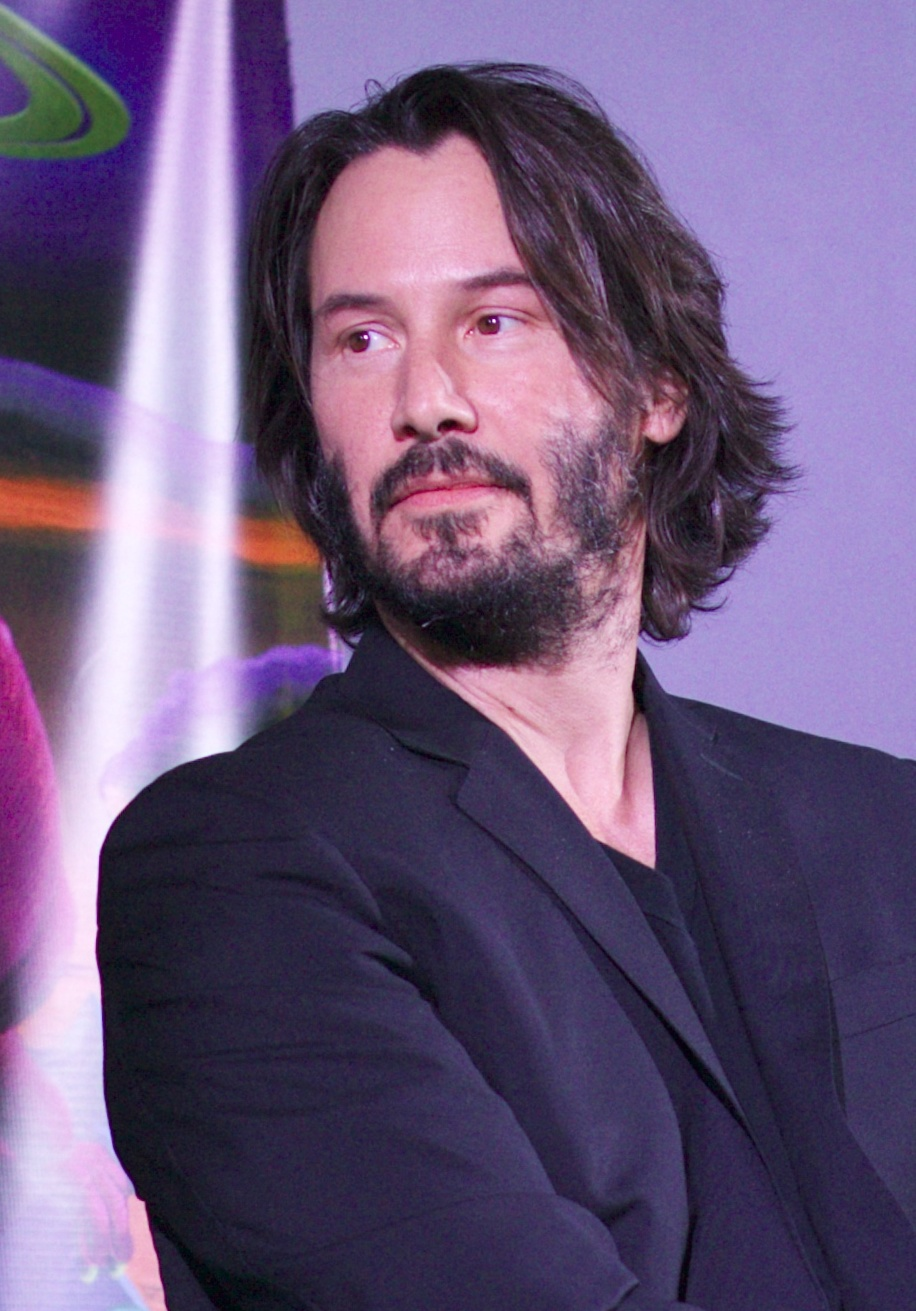
ریوز در سال ۲۰۱۳

کیانو ریوز بازیگر کانادایی است که در فیلم‌ها، سریال‌های تلویزیونی و بازی‌های ویدئویی ظاهر شده است. او اولین نقش‌آفرینی خود را با بازی در فیلم کوتاه یک قدم فاصله گرفتن در سال ۱۹۸۵ انجام داد. در سال بعد، ریوز در فیلم جنایی لب رودخانه ظاهر شد و در فیلم‌های تلویزیونی بازی انتقام و برادری عدالت به ایفای نقش پرداخت. اولین حضور او به عنوان نقش اصلی در فیلم درام رکورد دائمی در سال ۱۹۸۸ به عنوان نوجوانی که با خودکشی دوستش روبه‌رو شده بود. نقش برجسته او زمانی اتفاق افتاد که او نقش تئودور لوگان را در فیلم علمی تخیلی ماجراجویی بسیار عالی بیل و تد (۱۹۸۹) با الکس وینتر ظاهر شد که یک موفقیت تجاری غیرمنتظره بود. ریوز این موفقیت را با بازی در فیلم کمدی پدر و مادری با ران هاوارد ادامه داد. در سال ۱۹۹۱، ریوز در فیلم اکشن نقطه شکست با پاتریک سوویزی، دنباله کمدی علمی تخیلی سفر وحشیانه بیل و تد و فیلم مستقل آیداهوی اختصاصی خودم ظاهر شد. او برای فیلم آخر از سوی منتقدان تحسین شد.
در سال ۱۹۹۴، در فیلم سرعت با ساندرا بولاک نقش یک افسر پلیس را ایفا کرد که موفقیتی تجاری بود و تحسین منتقدان را بدست آورد. بااین حال او در فیلم‌هایی که فروش ضعیفی در گیشه داشتند، شامل جانی نومانیک (۱۹۹۵) و واکنش زنجیره‌ای (۱۹۹۶) به ایفای نقش پرداخت. هنگامی که ریوز در فیلم علمی تخیلی ماتریکس (۱۹۹۹) در نقش نئو به ایفای نقش پرداخت، حرفه‌اش دگرگون شد. این فیلم یک موفقیت تجاری بود و مورد تحسین منتقدان قرار گرفت. ریوز این نقش را در دنباله‌های فیلم، بارگذاری مجدد ماتریکس و انقلاب‌های ماتریکس (هردو در سال ۲۰۰۳) ادامه داد. ریوز نقش جان کنستانتین، یک کاراگاه جن‌گیر را در فیلم ترسناک کنستانتین و یک دندانپزشک را در درام کمدی تام‌سکر (هردو در سال ۲۰۰۵) ایفا کرد. در سال ۲۰۰۶، ریوز به همراه بولاک در فیلم کمدی عاشقانه خانه‌ای روی برکه ظاهر شد. در سال ۲۰۰۸، ریوز نقش کلاتو را در روزی که دنیا از حرکت ایستاد ایفا کرد.
ریوز نقش یک قاتل سریالی را در فیلم اکشن جنایی جان ویک (۲۰۱۴) ایفا کرد، که یک موفقیت تجاری بود و به‌طور کلی تحسین منتقدان را در پی داشت. او در قسمت‌های بعدی، جان ویک: بخش ۲ (۲۰۱۷) و جان ویک: بخش ۳ – پارابلوم (۲۰۱۹) دوباره ظاهر شد. در سال ۲۰۱۶، او در یک مجموعه تلویزیونی آمریکایی-سوئدی سوگند سوئدی نقش روح یک بدلکار را ایفا کرد. ریوز در دنباله انیمیشن داستان اسباب‌بازی ۴ (۲۰۱۹) صداپیشگی یک موتورسیکلت‌من اکشن فیگور کانادایی، دوک کابوم را برعهده گرفت که بیش از یک میلیارد دلار در باکس‌آفیس جهانی فروخت.

## فیلم‌ها
| سال  | عنوان                                         | نقش(ها)              | یادداشت‌ها                   | م.              |
| ---- | --------------------------------------------- | -------------------- | --------------------------- | --------------- |
| ۱۹۸۵ | یک قدم فاصله گرفتن                            | رون پتری             | فیلم کوتاه                  | [ ۱ ] [ ۹ ]     |
| ۱۹۸۶ | یانگبلاد                                      | هیور                 |                             | [ ۱۰ ]          |
| ۱۹۸۶ | پرواز                                         | تامی                 |                             | [ ۱۱ ] [ ۱۲ ]   |
| ۱۹۸۶ | لب رودخانه                                    | مت                   |                             | [ ۱۳ ]          |
| ۱۹۸۸ | شب قبل                                        | وینستون کانلی        |                             | [ ۱۴ ]          |
| ۱۹۸۸ | رکورد دائمی                                   | کریس تونزند          |                             | [ ۱۵ ] [ ۱۶ ]   |
| ۱۹۸۸ | شاهزاده پنسیلوانیا                            | روپرت مارشتا         |                             | [ ۱۷ ]          |
| ۱۹۸۸ | روابط خطرناک                                  | شوالیه رافائل دانکنی |                             | [ ۱۸ ]          |
| ۱۹۸۹ | ماجراجویی بسیار عالی بیل و تد                 | تد «تئودور» لوگان    |                             | [ ۱۹ ] [ ۲۰ ]   |
| ۱۹۸۹ | پدر و مادری                                   | تاد هیگینز           |                             | [ ۲۱ ]          |
| ۱۹۹۰ | تو را تا مرگ دوست دارم                        | مارلون جیمز          |                             | [ ۲۲ ]          |
| ۱۹۹۰ | آهنگ در فردا                                  | مارتین لودر          |                             | [ ۲۳ ]          |
| ۱۹۹۱ | نقطه شکست                                     | جانی یوتا            |                             | [ ۲۴ ]          |
| ۱۹۹۱ | سفر وحشیانه بیل و تد                          | تد «تئودور» لوگان    |                             | [ ۱۹ ] [ ۲۰ ]   |
| ۱۹۹۱ | آیداهوی اختصاصی خودم                          | اسکات فیور           |                             | [ ۲۵ ]          |
| ۱۹۹۲ | دراکولای برام استوکر                          | جاناتان هارکر        |                             | [ ۲۶ ]          |
| ۱۹۹۳ | هیاهوی بسیار برای هیچ                         | دان جان              |                             | [ ۲۷ ]          |
| ۱۹۹۳ | حتی دختران گاوچران هم نغمه‌های بلوز را می‌فهمند | جولیان گیت           |                             | [ ۲۸ ] [ ۲۹ ]   |
| ۱۹۹۳ | دزدگیر                                        | اورتیز پسر سگدار     | ذکر نشده؛ تک‌جلوه            | [ ۳۰ ]          |
| ۱۹۹۳ | بودای کوچک                                    | شاهزاده سیدارتا      |                             | [ ۳۱ ]          |
| ۱۹۹۴ | سرعت                                          | جک تراوین            |                             | [ ۳۲ ]          |
| ۱۹۹۵ | جانی منومیک                                   | جانی ممونیک          |                             | [ ۳۳ ]          |
| ۱۹۹۵ | راه رفتن روی ابرها                            | پل ساتون             |                             | [ ۳۴ ]          |
| ۱۹۹۶ | واکنش زنجیره‌ای                                | ادی کسلویچ           |                             | [ ۳۵ ]          |
| ۱۹۹۶ | احساس مینه‌سوتا                                | جیکس کلینتون         |                             | [ ۳۶ ] [ ۳۷ ]   |
| ۱۹۹۷ | آخرین باری که خودکشی کردم                     | هری                  |                             | [ ۳۸ ]          |
| ۱۹۹۷ | وکیل‌مدافع شیطان                               | کوین لومکس           |                             | [ ۳۹ ]          |
| ۱۹۹۹ | ماتریکس                                       | توماس اندرسون / نئو  |                             | [ ۴۰ ]          |
| ۱۹۹۹ | من و ویل                                      | خودش                 | ذکر نشده؛ تک‌جلو             | [ ۴۱ ]          |
| ۲۰۰۰ | جایگزین‌ها                                     | شین فالکو            |                             | [ ۴۲ ]          |
| ۲۰۰۰ | بیننده                                        | دیوید الن گریفتین    |                             | [ ۴۳ ]          |
| ۲۰۰۰ | هدیه                                          | دونی بارکس‌دیل        |                             | [ ۴۴ ] [ ۴۵ ]   |
| ۲۰۰۱ | نوامبر شیرین                                  | نلسون موس            |                             | [ ۴۶ ]          |
| ۲۰۰۱ | هاردبال                                       | کونر اونیل           |                             | [ ۴۷ ]          |
| ۲۰۰۳ | ماتریکس: بارگذاری مجدد                        | توماس اندرسون / نئو  |                             | [ ۴۸ ]          |
| ۲۰۰۳ | انیماتریکس                                    | توماس اندرسون / نئو  | صدا                         | [ ۴۹ ]          |
| ۲۰۰۳ | انقلاب‌های ماتریکس                             | توماس اندرسون / نئو  |                             | [ ۵۰ ]          |
| ۲۰۰۳ | یکی باید کوتاه بیاید                          | دکتر جولیان مرکر     |                             | [ ۵۱ ]          |
| ۲۰۰۵ | کنستانتین                                     | جان کنستانتین        |                             | [ ۵۲ ]          |
| ۲۰۰۵ | شست‌خور                                        | دکتر پری لی‌من        |                             | [ ۵۳ ]          |
| ۲۰۰۵ | الی پارکر                                     | خودش                 | تک‌جلوه                      | [ ۵۴ ]          |
| ۲۰۰۶ | یک پوینده تاریک                               | باب آرکتر            | تک جلوه                     | [ ۵۵ ]          |
| ۲۰۰۶ | خانه‌ای روی برکه                               | الکس وایلر           |                             | [ ۵۶ ]          |
| ۲۰۰۶ | بهترین گرم شدن                                | راوی                 | مستند                       | [ ۵۷ ]          |
| ۲۰۰۸ | سلاطین خیابان                                 | کاراگاه تام لودلو    |                             | [ ۵۸ ]          |
| ۲۰۰۸ | روزی که دنیا از حرکت ایستاد                   | کلاتو                |                             | [ ۵۹ ]          |
| ۲۰۰۹ | زندگی شخصی پیپا لی                            | کریس نادائو          |                             | [ ۶۰ ]          |
| ۲۰۱۰ | جرم هنری                                      | هنری تورن            |                             | [ ۶۱ ]          |
| ۲۰۱۲ | پهلو به پهلو                                  | خودش                 | همچنین تهیه‌کننده؛ مستند     | [ ۶۲ ]          |
| ۲۰۱۲ | نسل ام...                                     | جان                  |                             | [ ۶۳ ]          |
| ۲۰۱۳ | مبارز تای چی                                  | دوناکا مارک          | همچنین کارگردان             | [ ۶۴ ]          |
| ۲۰۱۳ | ۴۷ رونین                                      | کای                  |                             | [ ۶۵ ]          |
| ۲۰۱۴ | جان ویک                                       | جان ویک              |                             | [ ۶۶ ]          |
| ۲۰۱۵ | تق تق                                         | ایوان وبر            | همچنین تهیه‌کننده اجرایی     | [ ۶۷ ]          |
| ۲۰۱۵ | دیپ وب                                        | راوی                 | مستند                       | [ ۶۸ ]          |
| ۲۰۱۵ | میفون: آخرین سامورایی                         | راوی                 | مستند                       | [ ۶۹ ]          |
| ۲۰۱۶ | بی‌پناه                                        | کاراگاه اسکات گالبان | همچنین تهیه‌کننده            | [ ۷۰ ] [ ۷۱ ]   |
| ۲۰۱۶ | کیانو                                         | کیانو                | صدا؛ تک‌جلوه                 | [ ۷۲ ]          |
| ۲۰۱۶ | شیطان نئونی                                   | هنک                  |                             | [ ۷۳ ]          |
| ۲۰۱۶ | گروه بد                                       | د دریم               |                             | [ ۷۴ ]          |
| ۲۰۱۶ | حقیقت مطلق                                    | ریچارد رامسی         |                             | [ ۷۵ ]          |
| ۲۰۱۷ | تا استخوان                                    | دکتر ویلیام بکهام    |                             | [ ۷۶ ]          |
| ۲۰۱۷ | جان ویک: بخش ۲                                | جان ویک              |                             | [ ۷۷ ]          |
| ۲۰۱۷ | اتفاقی از نسبت‌های یادبود                      | باب                  | تک‌جلوه                      | [ ۷۸ ] [ ۷۹ ]   |
| ۲۰۱۷ | اس‌پی‌اف-۱۸                                     | خودش                 | تک‌جلوه                      | [ ۸۰ ] [ ۸۱ ]   |
| ۲۰۱۸ | سیبری                                         | لوکاس هیل            | همچنین تهیه‌کننده            | [ ۸۲ ]          |
| ۲۰۱۸ | عروسی سرنوشت                                  | فرانک                |                             | [ ۸۳ ]          |
| ۲۰۱۸ | کپی‌ها                                         | ویل فاستر            |                             | [ ۸۴ ]          |
| ۲۰۱۹ | جان ویک: بخش ۳ – پارابلوم                     | جان ویک              |                             | [ ۸۵ ]          |
| ۲۰۱۹ | همیشه دوستم باش                               | خودش                 |                             | [ ۸۶ ] [ ۸۷ ]   |
| ۲۰۱۹ | داستان اسباب‌بازی ۴                            | دوک کابوم            | صدا                         | [ ۸۸ ]          |
| ۲۰۱۹ | قبلاً رفته                                     | —                    | تهیه‌کننده اجرایی            | [ ۸۹ ]          |
| ۲۰۱۹ | بین دو سرخس: فیلم                             | خودش                 | تک‌جلوه                      | [ ۹۰ ]          |
| ۲۰۲۰ | فیلم باب‌اسفنجی: اسفنج فراری                   | بوته دانا            | صداپیشه؛ تک‌جلوه             | [ ۹۱ ] [ ۹۲ ]   |
| ۲۰۲۰ | بیل و تد با موسیقی مواجه می‌شوند               | تد «تئودور» لوگان    |                             | [ ۹۳ ]          |
| ۲۰۲۱ | رستاخیزهای ماتریکس                            | نئو / توماس اندرسون  |                             | [ ۹۴ ]          |
| ۲۰۲۲ | ابرحیوانات لیگ دی‌سی                           | بروس وین / بتمن      | صداپیشه                     | [ ۹۵ ]          |
| ۲۰۲۳ | جان ویک: بخش ۴                                | جان ویک              |                             | [ ۹۶ ]          |
| ۲۰۲۴ | سونیک خارپشت ۳                                | شدو خارپشت           | صداپیشه                     | [ ۹۷ ]          |
| ۲۰۲۵ | از دنیای جان ویک: بالرین                      | جان ویک              | پس تولید؛ همچنین تولیدکننده | [ ۹۸ ]          |
| TBA  | خوش‌شانس                                       | گابریل               | پس تولید                    | [ ۹۹ ] [ ۱۰۰ ]  |
| TBA  | پیامد                                         | ریف هاک              | فیلمبرداری                  | [ ۱۰۱ ] [ ۱۰۲ ] |
| TBA  | سیستم سرگرمی خراب است                         |                      |                             |                 |

| به آثاری اشاره دارد که در حال حاضر منتشر نشده‌اند | به آثاری اشاره دارد که در حال حاضر منتشر نشده‌اند |

## تلویزیونی
| سال(ها)   | عنوان                         | نقش(ها)                                | یادداشت‌ها                                     | م.              |
| --------- | ----------------------------- | -------------------------------------- | --------------------------------------------- | --------------- |
| ۱۹۸۴      | آویزان کردن به                | مشتری نوجوان                           |                                               | [ ۱۰۳ ]         |
| ۱۹۸۵      | رها کردن                      | استیروی نوجوان                         | فیلم تلویزیونی                                | [ ۱۰۴ ]         |
| ۱۹۸۵      | گرمای شبانه                   | موگر / قاتل شماره ۱                    | ۲ قسمت                                        | [ ۱۰۵ ]         |
| ۱۹۸۵      | فست فود                       | کراکر                                  |                                               | [ ۱۰۶ ]         |
| ۱۹۸۶      | فیلم یک‌شنبه دیزنی             | مایکل رایلی (در ۱۷ سالگی)              | قسمت: «دوباره جوان»                           | [ ۱۰۷ ] [ ۱۰۸ ] |
| ۱۹۸۶      | بچه‌ها در اسباب‌بازی فروشی      | جک نیمبل                               | فیلم تلویزیونی                                | [ ۳۶ ]          |
| ۱۹۸۶      | اقدامات انتقام                | بادی مارتین                            | فیلم تلویزیونی                                | [ ۱۰۹ ]         |
| ۱۹۸۶      | برادری عدالت                  | دریک                                   | فیلم تلویزیونی                                | [ ۳۶ ]          |
| ۱۹۸۶      | تحت تأثیر                     | ادی تال‌بات                             | فیلم تلویزیونی                                | [ ۱۰۷ ] [ ۱۱۰ ] |
| ۱۹۸۷      | زمان تلاش                     | جویی                                   | قسمت: «روز حرکت»                              | [ ۱۱۱ ]         |
| ۱۹۸۹      | زندگی زیر آب                  | کیپ                                    | فیلم تلویزیونی                                | [ ۱۱۲ ]         |
| ۱۹۸۹      | نمایش تریسی آلمن              | جسی واکر                               | بخش: «دو روح گمشده»                           | [ ۱۱۳ ]         |
| ۱۹۹۰      | ماجراجویی بسیار عالی بیل و تد | تد «تئودور» لوگان                      | صدا؛ ۱۳ قسمت                                  | [ ۱۱۴ ]         |
| ۲۰۰۹      | قهرمان هالیوود                | خودش                                   | تک‌جلو مینی‌سریال                               | [ ۱۱۵ ]         |
| ۲۰۱۶–۲۰۱۸ | سوگند سوئدی                   | تکس                                    | ۱۳ قسمت                                       | [ ۱۱۶ ]         |
| ۲۰۲۰      | دنیایی از آرامش               | راوی                                   | قسمت: «زندگی در میان درختان»                  | [ ۱۱۷ ]         |
| ۲۰۲۴      | Ancient Apocalypse            | خودش                                   | فصل ۲؛ مهمان                                  | [ ۱۱۸ ]         |
| ۲۰۲۴      | مرحله مخفی                    | قسمت آزمایشی (صداپیشه و ضبط حرکت)      | قسمت: «آرمورد کور: مدیریت دارایی»             | [ ۱۱۹ ]         |
| ۲۰۲۵      | جداسازی                       | Animated Lumon Administrative Building | صداپیشه؛ قسمت: "Hello, Ms. Cobel"; uncredited | [ ۱۲۰ ]         |

## بازی‌های ویدئویی
| سال  | عنوان                | نقش(ها)       | یادداشت‌ها                                | م.              |
| ---- | -------------------- | ------------- | ---------------------------------------- | --------------- |
| ۲۰۰۳ | ماتریکس را وارد کنید | نئو           | لایو اکشن برش اف‌ام‌وی                     | [ ۱۲۱ ]         |
| ۲۰۱۴ | پی‌دی ۲               | جان ویک       | پک دی‌ال‌سی جان ویک                        | [ ۱۲۲ ]         |
| ۲۰۱۹ | فورتنایت             | جان ویک       | فقط شباهت، دی‌ال‌سی لوازم آرایشی.          | [ ۱۲۳ ] [ ۱۲۴ ] |
| ۲۰۲۰ | سایبرپانک ۲۰۷۷       | جانی سیلورهند | صدا؛ همچنین ضبط حرکت                     | [ ۱۲۵ ]         |
| ۲۰۲۱ | ماتریکس بیدار می‌شود  | نئو           | صدا                                      | [ ۱۲۶ ]         |
| ۲۰۲۴ | شدو جنریشنز          | شدو خارپشت    | صداپیشه؛ «سونیک خارپشت ۳ پک فیلم» دی‌ای‌سی | [ ۱۲۷ ]         |